# Primera División 1949 (Argentina)
La Primera División 1949 è stata la diciannovesima edizione del massimo torneo calcistico argentino e la diciannovesima ad essere disputata con la formula del girone unico.

## Classifica
| Pos | Club                        | G  | V  | N  | S  | GF | GS | P  |
| 1   | Racing Club de Avellaneda   | 34 | 21 | 7  | 6  | 87 | 47 | 49 |
| 2   | River Plate                 | 34 | 18 | 7  | 9  | 71 | 36 | 43 |
| 2   | Platense                    | 34 | 16 | 11 | 7  | 68 | 48 | 43 |
| 4   | San Lorenzo de Almagro      | 34 | 17 | 8  | 9  | 72 | 62 | 42 |
| 5   | Newell's Old Boys           | 34 | 15 | 11 | 8  | 61 | 50 | 41 |
| 6   | Estudiantes de La Plata     | 34 | 13 | 12 | 9  | 53 | 54 | 38 |
| 7   | Vélez Sársfield             | 34 | 15 | 5  | 14 | 49 | 52 | 35 |
| 8   | Chacarita Juniors           | 34 | 14 | 5  | 15 | 57 | 61 | 33 |
| 8   | Independiente               | 34 | 12 | 9  | 13 | 65 | 72 | 33 |
| 10  | Banfield                    | 34 | 11 | 10 | 13 | 70 | 77 | 32 |
| 11  | Gimnasia y Esgrima La Plata | 34 | 11 | 8  | 15 | 54 | 58 | 30 |
| 12  | Rosario Central             | 34 | 12 | 5  | 17 | 62 | 67 | 29 |
| 12  | Ferro Carril Oeste          | 34 | 10 | 9  | 15 | 47 | 59 | 29 |
| 12  | Atlanta                     | 34 | 14 | 1  | 19 | 48 | 64 | 29 |
| 15  | Boca Juniors                | 34 | 10 | 7  | 17 | 52 | 58 | 27 |
| 15  | Tigre                       | 34 | 9  | 9  | 16 | 52 | 68 | 27 |
| 17  | Huracán                     | 34 | 9  | 8  | 17 | 47 | 57 | 26 |
| 17  | Lanús                       | 34 | 9  | 8  | 17 | 59 | 84 | 26 |

## Spareggio per la retrocessione

### Andata
| Arbitro: | Hartles |

|          |           |  |
| Vigo 60’ | Marcatori |  |

### Ritorno
| Arbitro: | Dean |

|                                             |           |           |
| Martínez 24’, 51’ Contreras 85’ Daponte 88’ | Marcatori | 18’ Trejo |

### Primo spareggio
| Arbitro: | Cross |

|                                          |           |                              |
| Vigo 40’ Filgueiras 42’ (rig.) Lanza 47’ | Marcatori | 13’, 34’ (rig.), 76’ Pairoux |

Incontro terminato all'88º minuto per abbandono del campo da parte dei giocatori dell'Huracán.

### Secondo spareggio
| Arbitro: | Muller |

|                            |           |                         |
| Trejo 38’, 49’ Muracco 79’ | Marcatori | 19’ Lacasia 40’ Pairoux |

Incontro sospeso all'80º minuto per abbandono dei giocatori del Lanús; La Asociación del Fútbol Argentino rifiutò la richiesta del Lanús di ripetere la gara e il risultato fu confermato il 23 febbraio 1950.

## Classifica marcatori
|  | Gol | Marcatore    | Squadra     |  |
|  | --- | ------------ | ----------- |  |
|  | 26  | Llamil Simes | Racing Club |  |
|  | 26  | Juan Pizzuti | Banfield    |  |
|  |     |              |             |  |